# 사뭇사콘주
사뭇사콘주(태국어: สมุทรสาคร)는 태국 중부에 있는 주(창왓)의 하나이다. 서쪽과 북쪽으로 방콕, 동쪽으로 차층사오 주와 인접한다.
이웃한 주는 남서쪽부터 시계방향으로 사뭇송크람 주, 랏차부리 주, 나콘빠톰 주, 방콕이다.

## 어원
사뭇은 산스크리트어로 '바다'를 의미하는 사무드라에서 온 것이고 사콘은 산스크리트어로 '호수'를 의미하는 사가라에서 온 것이다.

## 지리
사뭇사콘은 짜오프라야강의 분류로, 타이만으로 흘러 들어가는 친끌롱 강의 하구에 위치한다. 해안에는 많은 염전이 있다.

## 역사
이 지역의 옛 이름은 타친으로 아마도 중국인 정크선이 정박하는 무역항이었던 것과 관련이 있는 것으로 보인다. 1548년에 사라부리 시가 세워졌고 1704년에 타친 강 주변의 마을을 연결하는 마하치 끌롱(수로)가 굴착되면서 마하치로 개칭되었다. 몽꿋 왕에 의해 현재의 이름으로 개칭되었으나 옛 이름인 마하치는 여전히 종종 지역 주민들에게 사용되고 있다.

## 행정 구역
주에는 3개의 암프(군)와 더 세부 행정구역인 40개의 땀본 그리고 288개의 무반 (행정 구역)이 있다.
1. 므앙사뭇사콘군
2. 끄라툼밴군
3. 반패오군